# Annona gigantophylla
Annona gigantophylla är en kirimojaväxtart som först beskrevs av Robert Elias Fries, och fick sitt nu gällande namn av Robert Elias Fries. Annona gigantophylla ingår i släktet annonor, och familjen kirimojaväxter. Inga underarter finns listade i Catalogue of Life.